# 李庆贤
李庆贤（1902年—1987年），男，浙江吴兴人，中国物理学家、物理教育家，曾任南京师范学院物理系系主任、教授。